# Řečkovice
Řečkovice (německy Rzeczkowitz či Retschkowitz, v hantecu Řečky nebo Řečkany) jsou městská čtvrť na severním okraji statutárního města Brna. Její katastrální území má rozlohu 6,68 km². Původně samostatná obec byla k Brnu připojena v roce 1919, od 24. listopadu 1990 je součástí samosprávné městské části Brno-Řečkovice a Mokrá Hora. Žije zde přes 14 000 obyvatel.

## Charakteristika
Řečkovice, jimiž procházejí významné silniční a železniční dopravní trasy, mají v současnosti městský charakter. Sídlí zde i úřad městské části Brno-Řečkovice a Mokrá hora. Značnou část zástavby Řečkovic tvoří kvalitní rodinné domy, vedle nich se zde vyskytují i panelové domy. Na východě katastru Řečkovic se za železniční zastávkou na trati spojující Brno s Tišnovem rozkládá rozsáhlý průmyslový areál někdejší farmaceutické společnosti Lachema. Kromě něj jinak východní polovinu katastru tvoří již pouze rozlehlé lesy Soběšické vrchoviny. V nich se v údolí potoka Kubelína nedaleko katastru Soběšic nachází přírodní památka Soběšické rybníčky.

## Sousední katastrální území
Řečkovice sousedí na západě s Jinačovicemi a Medlánkami, na jihu s Královým Polem, na jihovýchodě se Sadovou, na východě se Soběšicemi, na severu s Ivanovicemi, Jehnicemi a Mokrou Horou.

## Historický přehled

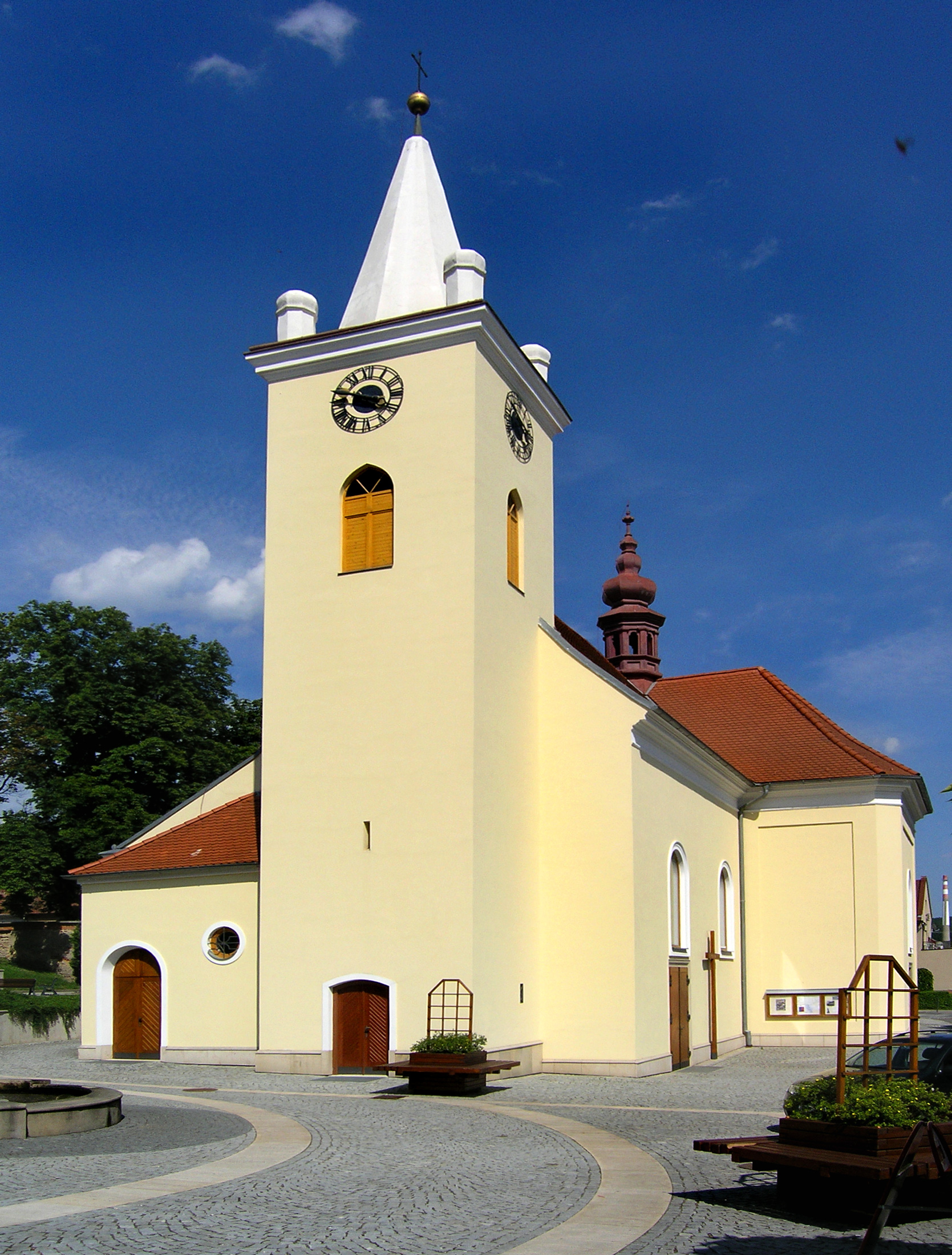
Kostel sv. Vavřince

První písemná zmínka o Řečkovicích pochází z roku 1277, kdy Přemysl Otakar II. daroval dvůr svatojánské kaple Špilberku. Jádro Řečkovic se rozkládá v okolí dnešního Palackého náměstí východně od dnešní ulice Terezy Novákové. V roce 1422 byly Řečkovice husity vypáleny. Řečkovice velice utrpěly při obléhání Brna Švédy. V důsledku tohoto obléhání Brna pak Řečkovice až do 18. století stagnovaly a nedocházelo k rozšiřování zástavby. Teprve od 90. letech 19. století začíná novodobý rozvoj Řečkovic, na němž se podílelo především nezemědělské obyvatelstvo, jako například dělníci z brněnských a královopolských továren. Před rokem 1918 se začíná řečkovická zástavba rozšiřovat směrem k Mokré Hoře, ale i západním a jižním směrem podél tzv. císařské silnice v linii dnešních ulic Banskobystrické a Terezy Novákové.
Na území řečkovického katastru se v minulosti nacházelo i několik různě velkých rybníků, z nichž největší, zvaný Dolní, se rozkládal na jihovýchodě katastru Řečkovic na místě nezastavených ploch v lokalitě Podhájí. Další rybník se nacházel na Palackého náměstí v jižním sousedství zdejšího kostela sv. Vavřince.
K Brnu byly Řečkovice připojeny 16. dubna 1919. Až do radikální druhé katastrální reformy Brna ze druhé poloviny 60. let 20. století, však měly Řečkovice poněkud jiné katastrální hranice než v současnosti. Na jihu končily nejjižnějšími domy v Banskobystrické ulici; Kuřimská ulice, zrušená cihelna v Podpěrově ulici a zahrádky na severozápadě moderního řečkovického katastru náležely původně k sousedním Medlánkám, zatímco Palackého třída a nejjižnější části ulic Vránovy, Novoměstské, Sportovní a Žitné náležely původně ke Královu Poli. K Řečkovicím naopak původně patřily okrajové části moderního katastru Mokré Hory a některé zemědělské pozemky na jihu moderního katastru Ivanovic.
Koncem 60. let 20. století byla východně od železniční tratě vybudována chemická továrna Lachema, po jejíž likvidaci v roce 2011 se v areálu usídlily menší společnosti, převážně medicínské. V letech 1970–1977 vzniklo východně od Měřičkovy a Žitné ulice v těsném sousedství se starou zástavbou sídliště Novoměstská. V jeho blízkosti pak v 80. letech vznikl východní silniční obchvat, tzv. Svitavská radiála.

## Obyvatelstvo
| 1869 | 1880 | 1890  | 1900  | 1910  | 1921  | 1930  | 1950  | 1961  | 1970  | 1980   | 1991   | 2001   | 2011   | 2021   |
| ---- | ---- | ----- | ----- | ----- | ----- | ----- | ----- | ----- | ----- | ------ | ------ | ------ | ------ | ------ |
| 791  | 931  | 1 064 | 1 289 | 2 176 | 2 410 | 4 355 | 5 542 | 6 233 | 6 806 | 17 109 | 15 216 | 14 304 | 14 585 | 14 262 |

## Správní vývoj
- od roku 1945 do 31. prosince 1946 – území moderního katastrální území Řečkovice bylo podle tehdejších katastrálních hranic v působnosti brněnských místních národních výborů Řečkovice, Královo Pole (jih moderního katastru Řečkovic), Medlánky (jihozápadní a severozápadní okraj moderního katastru Řečkovic) a mimobrněnského místního národního výboru Ivanovice u Brna.
- od 1. ledna 1947 do roku 1949 – téměř celé moderní katastrální území Řečkovice náleželo do městského obvodu Brno IV., spravovaného z Králova Pole, zatímco malá část moderního katastru zůstávala nadále součástí obce Ivanovice u Brna.
- od roku 1949 do roku 1964 – správní rozdělení řečkovického katastru zůstávalo stejné jako v předchozím období, pouze docházelo ke změně názvu městského obvodu, který se z počátku nazýval Brno VII, od roku 1954 Brno V.
- od roku 1964 do 25. listopadu 1971 – tehdejší katastr Řečkovic tvořil spolu s tehdejšími katastrálními územími Medlánky a Mokrá Hora městskou část Řečkovice s vlastním místním národním výborem, zatímco severní okraj katastru byl nadále součástí obce Ivanovice u Brna. Pro změnu tehdy královopolské pozemky nadále zůstávaly součástí městského obvodu Brno V.
- od 26. listopadu 1971 do 20. září 1972 – městská část Řečkovice, jež byla od 26. listopadu 1971[5] přejmenována na Brno VI-Řečkovice (a od 1. května 1972[6] na Brno-Řečkovice) byla nyní vymezena celým územím moderních městských částí Brno-Ivanovice, Brno-Jehnice, Brno-Ořešín a Brno-Řečkovice a Mokrá Hora.
- od 21. září 1972 do 23. listopadu 1990 – předchozí městská část Brno-Řečkovice byla začleněna do městského obvodu Brno V spravovaného z Králova Pole.
- od 24. listopadu 1990 – Řečkovice a Mokrá Hora jsou součástí moderní samosprávné městské části Brno-Řečkovice a Mokrá Hora.

## Další fotografie

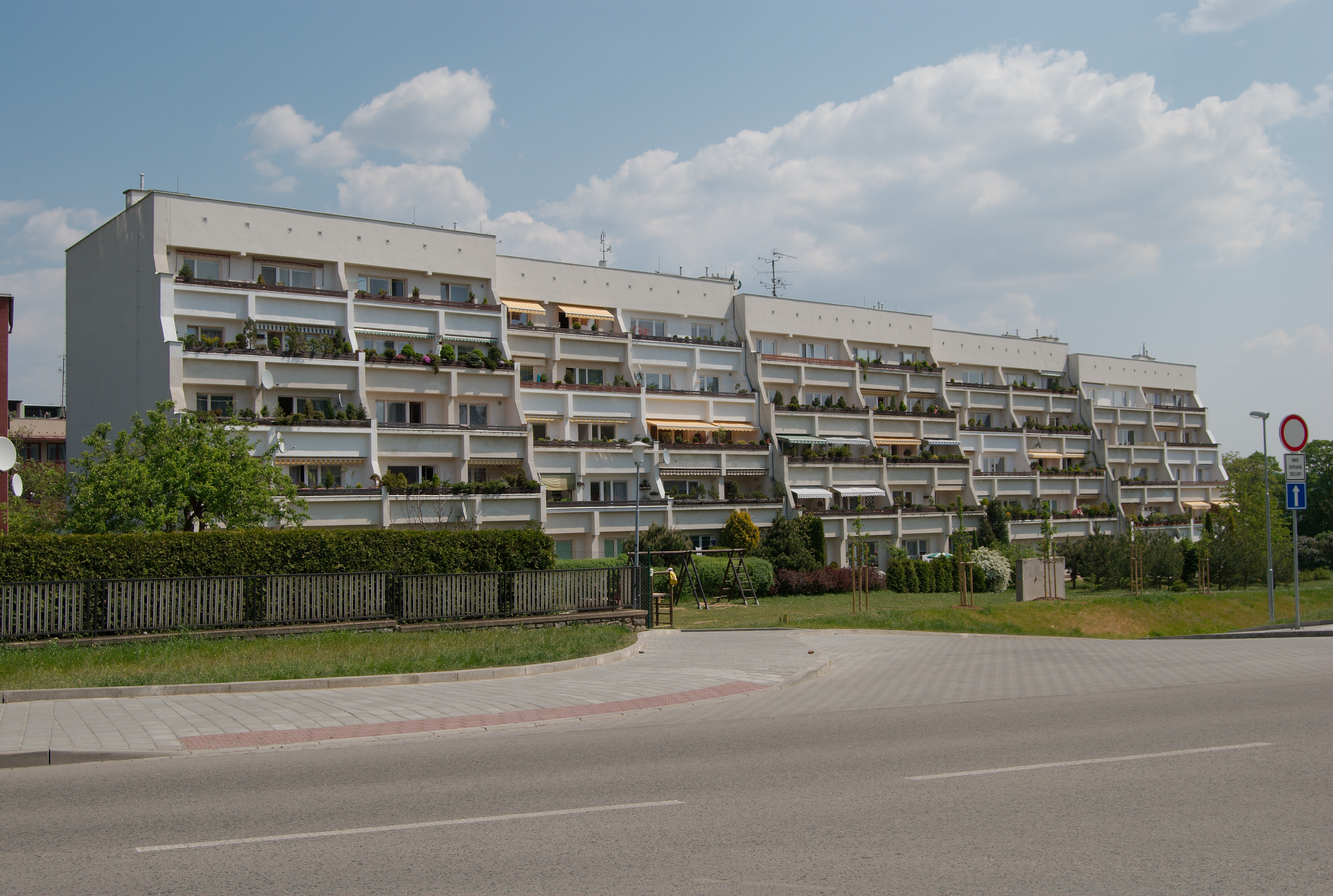
Bytový dům v Kubově ulici
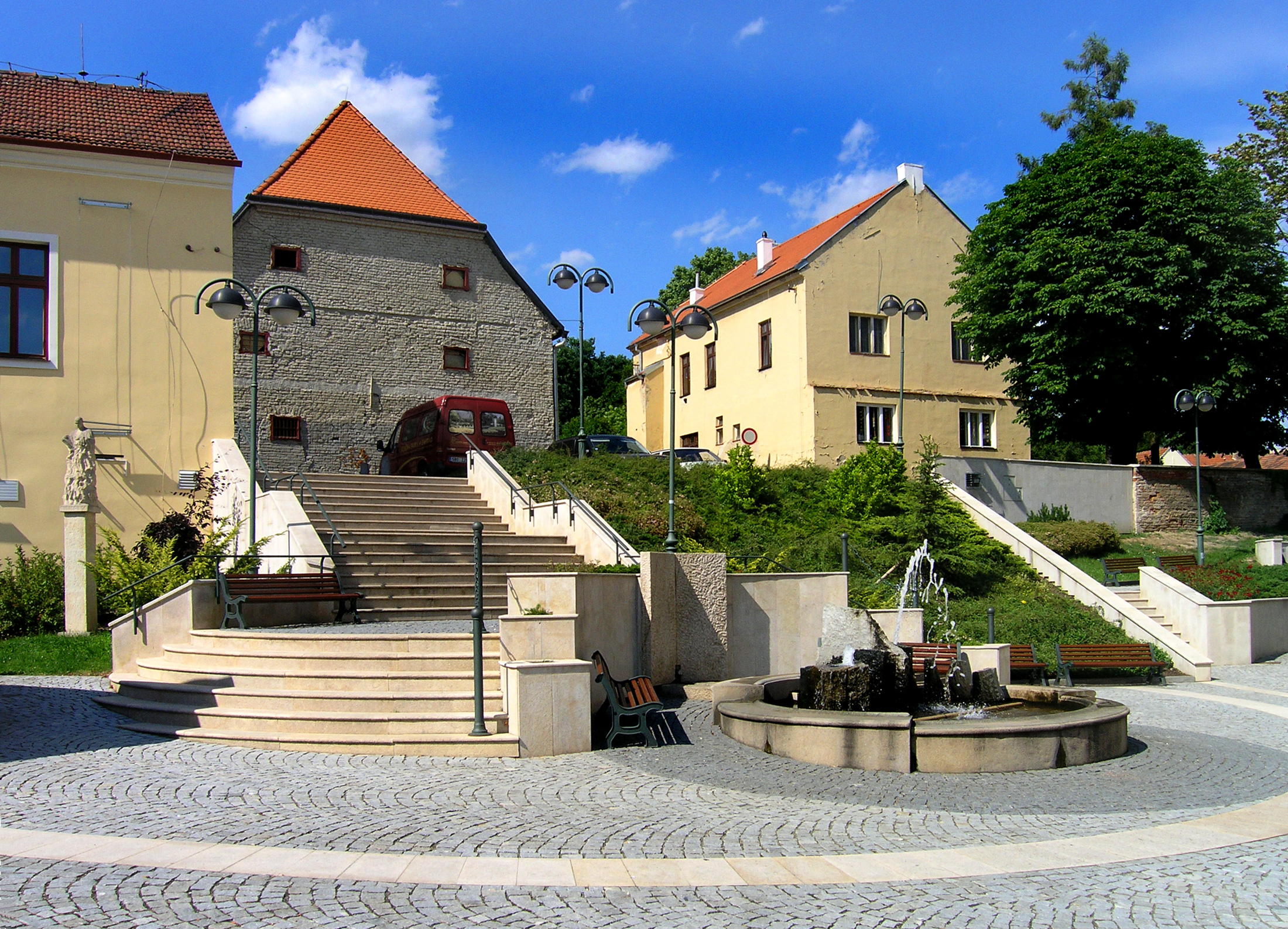
Rekonstruované Palackého náměstí
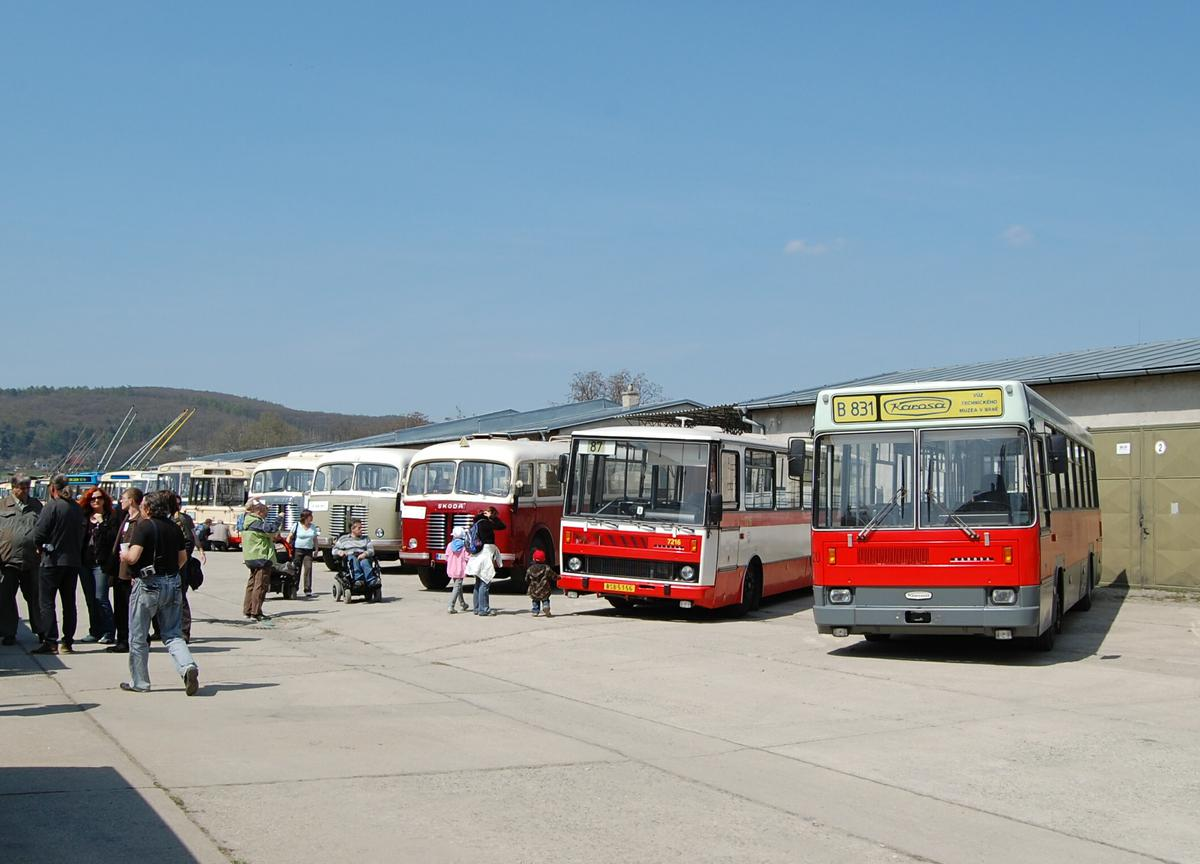
Pohled do depozitáře Technického muzea v ul. Terezy Novákové